# Änder! (film)
Änder! (engelska: Migration) är en amerikansk datoranimerad film från 2023, producerad av Illumination. Den är regisserad av Benjamin Renner tillsammans med Guylo Homsy, med manus skrivet av Mike White.
Filmen hade biopremiär i Sverige den 22 december 2023, utgiven av United International Pictures.

## Handling
Filmen handlar om en familj änder som försöker flyga på en minnesvärd semester.

## Rollista

### Engelska originalröster
Källor: 
- Kumail Nanjiani – Mack Mallard
- Elizabeth Banks – Pam Mallard
- Caspar Jennings – Dax Mallard
- Tresi Gazal – Gwen Mallard
- Keegan-Michael Key – Delroy
- Danny DeVito – Dan
- Carol Kane – Erin
- Awkwafina – Chump[8]
- David Mitchell – Googoo
- Isabela Merced – Kim

### Svenska röster
Källor: 
- Erik Haag – Mack
- Jennie Silfverhjelm – Pam
- Ruben Adolfsson – Dax
- Joni Modig – Gwen
- Bengt Järnblad – farbror Dan
- Sanjin Kljucanin – Delroy
- Daniela Sörensen – Klant
- Beatrice Järås – Hanna
- Joakim Tidermark – Googoo
- Selma Backman – Kim

Övriga röster: Lucas Krüger, Johan Schinkler, Rafael Pettersson, Anna Blomberg, Jennie Jahns och Mikaela Tidermark Nelson.

## Produktion
Den 18 februari 2022 tillkännagav Illumination en ny film med titeln Migration, med den franske animatören och serietecknaren Benjamin Renner som skulle regissera den tillsammans med Guylo Homsy som medregissör, och Mike White som skulle skriva manuset.
Den 18 juni 2023 blev det klart att John Powell skulle komponera filmens musik, vilket blir hans andra samarbete med Illumination efter Lorax (2012).